# Варма, Махадеви
Махадеви Варма (хинди महादेवी वर्मा, 26 марта 1907 — 11 сентября 1987) — индийская поэтесса, писательница, переводчица
, писавшая на языке хинди. Одна из самых известных и талантливых индийских поэтесс XX века.

## Учёба
Махадеви Варма родилась 26 марта 1907 года в семье профессора. Училась в местной миссионерской школе в Индуре и на дому её обучали санскриту, английскому, музыке и рисованию.
В 1919 году она поступила в Крастхавет Колледж города Аллахабада и, будучи талантливой студенткой, в 1932 году она получила степень по санскриту в Аллахабадском университете.

## Работа
Махадеви Варма работала писательницей, редактором и преподавателем. Её вклад в аллахабадский Прайог Махила Видьяпитх (женское училище) оказался революционным для тех времён. С 1932 года она возглавила женский журнал «Чанд» («Месяц»).

## Творчество
- Стихи: «Туман» (1930 — नीहार), «Луч» (1932 — रश्मि), «Жемчужина» (1934 — नीरजा), «Вечерняя песня» (1936 — सांध्यगीत), «Четыре части суток» (1936 — यामा), «Пламя свечи» (1942 — दीपशिखा), «Дорожка вокруг храма» (1965 — परिक्रमा), «Первая сфера» (1974 — प्रथम आयाम), «Огненная полоса» (1990 — अग्निरेखा) и др.
- Проза: «Кино прошлого» (1941 — अतीत के चलचित्र), «Воспоминания» (1943 — स्मृति की रेखाएँ), «Попутчики» (1956 — पथ के साथी), «Моя семья» (1972 — मेरा परिवार)

Избранные речи: «Беседы» (1974 — संभाषण).
- Очерки: «Звенья цепи» (1942 — शृंखला की कड़ियाँ), «Критическая проза» (1942 — विवेचनात्मक गद्य), собрание очерков «Гималаи» (1963 — हिमालय) и др.
- Детские книги: «Глупые помещики» (ठाकुरजी भोले) и «Мы сегодня покупаем жару» (आज खरीदेंगे हम ज्वाला).

## Награды
Махадеви Варма награждена многими литературными премиями колониального времени. После получения Индией независимости она была избрана в 1952 году членом Учредительного Совета штата Уттар-Прадеш. В 1956 году была удостоена высшей правительственной награды «Падма Бхушан». В 1979 году она была первой женщиной, ставшей членом Всеиндийской Литературной Академии. За свой сборник стихотворений «Четыре части суток» (यामा) она была удостоена высшей Всеиндийской литературной награды Джнянпитх. Махадеви Варма была одной из самых выдающихся женщин Индии двадцатого века.
В 1968 году индийский кинорежиссёр Мринал Сен по мотивам произведения «Тот китайский брат» создал фильм «Под синим небосводом».
16 сентября 1991 года индийская федеральная почта выпустила почтовую марку с её изображением стоимостью 2 рупии.
27 апреля 2018 года Google выпустил дудл в честь поэтессы.